# Romeo y Julieta
För andra betydelser, se Romeo och Julia (olika betydelser).

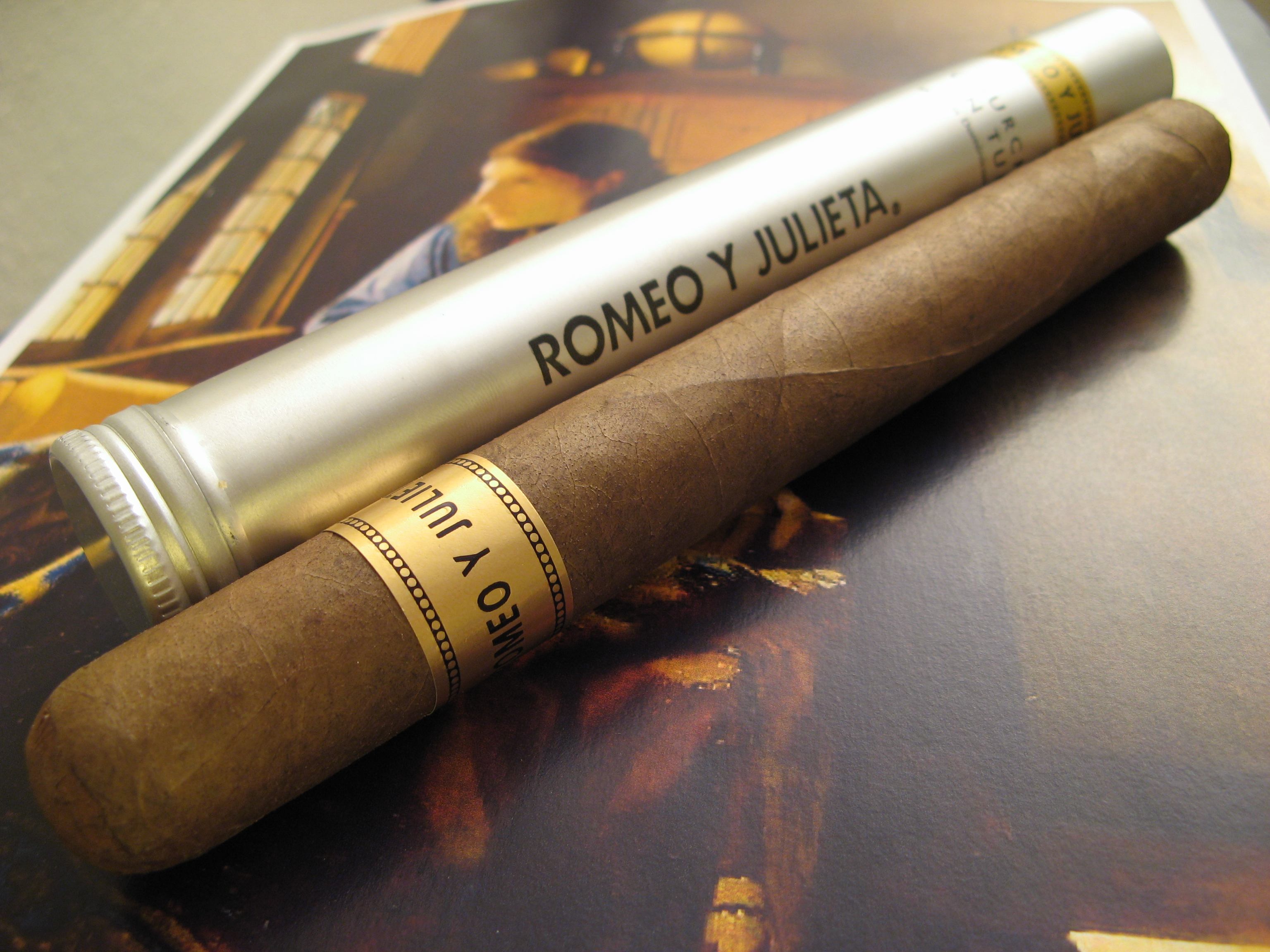
Cigarr av märket Romeo Y Julieta.

Romeo y Julieta är ett cigarrmärke tillverkat av det kubanska tobaksmonopolet Habanos SA. Tillverkningen sker dels på Kuba, dels i Dominikanska republiken. Märket är namngivet efter Shakespeares pjäs Romeo och Julia.
Märket grundades av Alvarez y Garcia 1875, men blev ett eget fabrikat 1903, då det köptes av "Pepin" Fernandez Rodriguez. Han var mycket berest och tävlade med sin kapplöpningshäst Julieta över hela Europa. Han utarbetade det bredaste sortimentet av personliga cigarrmärken för sin tids celebriteter.
Romeo Y Julieta fanns även som snus, tillverkat på licens av Scandinavian Premium Tobacco. Snusmärket har bytt namn till Byron Anis.
| Namn                                                | Modell                      | Mått          | Vikt (gram) |
| --------------------------------------------------- | --------------------------- | ------------- | ----------- |
| Romeo y Julieta Belicosos,                          | (Façon): Campanas           | 20,6(52)x140  |             |
| Romeo y Julieta Cedros de Luxe No.1                 | (Façon): CERVANTES          | 16,67(42)x165 |             |
| Romeo y Julieta Cedros de Luxe No.2                 | (Façon): Coronas            | 16,67(42)x142 | 9,29        |
| Romeo y Julieta Cedros de Luxe No.3                 | (Façon): Marevas            | 16,67(42)x129 | 8,46        |
| Romeo y Julieta Churchills A/T.                     | (Façon): JULIETA 2          | 18,65(47)x178 | 15,07       |
| Romeo y Julieta Coronas 1999                        | (Façon): CORONAS            | 16,67(42)x142 | 9,29        |
| Romeo y Julieta Duke Edicion Limitada 2009          | Modell(façon): Duke         | 21,4(54)x140  |             |
| Romeo y Julieta Escudos Edicion Limitada 2007       | (façon): Escudos            | 16,7(42)x141  |             |
| Romeo y Julieta Exhibicion No.4                     | (Façon): HERMOSOS NO.4      | 19,05(48)x127 | 10,86       |
| Romeo y Julieta Hermosos No.2 Edicion Limitada 2004 | (Façon): HERMOSOS NO.2      | 19,05(48)x157 |             |
| Romeo y Julieta Mille Fleurs                        | (Façon): PETIT CORONAS MANO | 16,67(42)x129 | 7,77        |
| Romeo y Julieta Prince of Wales 1997                | (Façon): Julieta 2          | 18,65(47)x178 | 15,07       |
| Romeo y Julieta Romeo No.1 A/T                      | (Façon): Cremas             | 15,87(40)x140 | 7,64        |
| Romeo y Julieta Romeo No.2 A/T                      | (Façon): PETIT CORONAS      | 16,67(42)x129 | 7,77        |
| Romeo y Julieta Romeo No.3 A/T                      | (Façon): Coronitas Mano     | 15,87(40)x117 | 6,35        |
| Romeo y Julieta Short Churchills                    | (Façon): Robusto            | 19,84(50)x124 | 21,6        |